# Bratkowce (stacja kolejowa)
Bratkowce (ukr. Братківці, ros. Братковцы) – stacja kolejowa w miejscowości Bratkowce, w rejonie iwanofrankiwskim, w obwodzie iwanofrankiwskim, na Ukrainie.
Budynek stacyjny zbudowany jest w stylu galicyjskim. Stacja istniała przed II wojną światową.